# Janvier 1986

## Événements
- 1er janvier : l'Espagne et le Portugal deviennent membres de la CEE qui compte désormais douze membres. Régime de transition consenti pour permettre à l’agriculture portugaise de devenir compétitive.

- 8 janvier : 
  - l'allocation des devises touristiques passe en France de 5 000 francs à 12 000 francs par personne et par voyage.
  - Royaume-Uni : Michael Heseltine, Secrétaire d'État à la Défense britannique démissionne en raison de son opposition à la reprise de l'entreprise Westland par le groupe américain Sikorsky (Affaire Westland).

- 10 janvier : 
  - ordonnance du tribunal international sur le différend Mali-Burkina Faso[1].
  - un juge de la Cour suprême des États-Unis ordonne à Kodak de cesser la fabrication et la commercialisation de ses appareils photographiques à développement instantané dans le cadre d'un affaire de contrefaçon de brevet opposant Eastman Kodak à Polaroid Corporation.

- 11 janvier : l'explorateur français François Varigas atteint le pôle Sud, seul avec un attelage de vingt chiens.

- 13 - 24 janvier : une guerre civile au Yémen du Sud fait 10 000 morts.

- 14 janvier :
  - Mali : l'hélicoptère de Daniel Balavoine et Thierry Sabine s'écrase lors du Paris-Dakar. Ces deux derniers sont tués sur le coup.
  - Guatemala : Marco Vinicio Cerezo Arévalo, neveu de l’ancien président Juan José Arévalo Bermejo, est élu président du Guatemala (fin en 1991). Le régime démocratique se heurte à la puissance des militaires, soutenus par les principaux propriétaires terriens du pays.
  - Liban : Amine Gemayel, Président de la République libanaise réfute les accords de paix de Damas signés le 28 décembre 1985 entre les milices druze, chiite et chrétienne.

- 16 janvier, Liban : les forces armées du Président de la République libanaise, Amine Gemayel, reprennent le contrôle de Beyrouth-Est.

- 18 janvier : reprise des négociations américano-soviétiques sur les euro missiles interrompues depuis 1980.

- 20 janvier : Margaret Thatcher et François Mitterrand annoncent à Lille la construction  du tunnel sous la Manche.

- 22 janvier : René Metge, pilote automobile français remporte son troisième et dernier Rallye Dakar. Cyril Neveu remporte son quatrième Rallye Dakar en catégorie moto.

- 23 janvier : programme du mouvement national de résistance ougandais [2]

- 24 janvier, Royaume-Uni : démission de Leon Brittan, Secrétaire d'État chargé du Commerce et de l'Industrie & Président de la Chambre de commerce.

- 24 janvier : le pilote automobile finlandais Henri Toivonen remporte le 54° Rallye automobile de Monte-Carlo.

- 27 janvier : crise au Honduras lors de la succession de Suazo. L’armée peut la résoudre avec autorité.

- 28 janvier, États-Unis : 
  - la navette spatiale Challenger OV-099 explose en vol 73 secondes après son décollage au-dessus du pas de tir 39B de Cap Canaveral. Les 7 membres de l'équipage, dont une civile, décèdent.
  - France : Georges Fillioud, secrétaire d'État auprès du Premier ministre, chargé des techniques de la communication, annonce la création fin février d'une sixième chaîne de télévision privée.

- 29 janvier : Yoweri Museveni, chef de l’armée nationale de résistance (NRA) accède à la présidence de la république de l’Ouganda en proie à la guerre civile après sa victoire militaire.

- 31 janvier, Haïti : décret de l'état de siège.

## Naissances
- 6 janvier : Alex Turner, guitariste et chanteur du groupe anglais Arctic Monkeys.
- 8 janvier : David Silva, footballeur espagnol.
- 9 janvier : Florent Gibouin, joueur de rugby à XV français.
- 10 janvier : Ayanna Dyette, joueuse de volley-ball trinidadienne († 1er juillet 2018).
- 14 janvier : Yohan Cabaye, footballeur français.
- 17 janvier : Max Adler, acteur américain.
- 19 janvier : Moussa Sow, footballeur sénégalais (Lille OSC).
- 24 janvier : Mischa Barton, actrice britannique.
- 28 janvier : Miguel Uribe Turbay, avocat colombien († 10 août 2025).

## Décès
- 4 janvier : Phil Lynott, musicien et chanteur de Thin Lizzy (° 20 août 1949).
- 8 janvier :
  - Gunter Böhmer, peintre, dessinateur et illustrateur allemand (° 13 avril 1911).
  - Pierre Fournier, violoncelliste français (° 24 juin 1906)
  - Juan Rulfo, écrivain, scénariste et photographe mexicain (° 16 mai 1917)
- 10 janvier
  - : Jaroslav Seifert, poète tchécoslovaque (° 23 septembre 1921).
  - : Joe Farrell, saxophoniste et flûtiste de jazz américain (° 16 décembre 1937).
- 12 janvier : Marcel Arland, écrivain français(° 5 juillet 1899).
- 14 janvier :
  - Daniel Balavoine, chanteur français (° 5 février 1952).
  - Thierry Sabine, organisateur du Paris-Dakar (° 13 juin 1949).
  - Donna Reed, actrice américaine (° 27 janvier 1921).
- 16 janvier : Jean Cassou, écrivain, résistant et critique d'art français (° 9 juillet 1897)
- 23 janvier : Joseph Beuys, artiste allemand (° 12 mai 1921).
- 26 janvier : Bernard Lorjou, peintre français (° 9 septembre 1908)
- 27 janvier : 
  - Jean Cailluyer, professeur d'histoire et syndicaliste français.
  - Lilli Palmer, actrice allemande (° 24 mai 1914)
- 28 janvier :
  - Ronald E. McNair, astronaute américain  (° 21 octobre 1950).
  - Christa McAuliffe, institutrice américaine  (° 2 septembre 1948).
  - Francis R. Scobee, astronaute américain  (° 19 mai 1939).
  - Judith A. Resnik, astronaute américaine  (° 5 avril 1949).
  - Ellison S. Onizuka, astronaute américain  (° 24 juin 1946).
  - Gregory B. Jarvis, astronaute américain  (° 24 août 1944).
  - Michael J. Smith, astronaute américain  (° 30 avril 1945).